# Isochromodes auxilians
Isochromodes auxilians là một loài bướm đêm trong họ Geometridae.